# Lissodynerus duplofasciatus
Lissodynerus duplofasciatus är en stekelart som först beskrevs av Schulthess 1934.  Lissodynerus duplofasciatus ingår i släktet Lissodynerus och familjen Eumenidae. Inga underarter finns listade i Catalogue of Life.